# Chari
Le Chari est un fleuve d'Afrique centrale qui coule en République centrafricaine, au Tchad et au Cameroun.

## Géographie

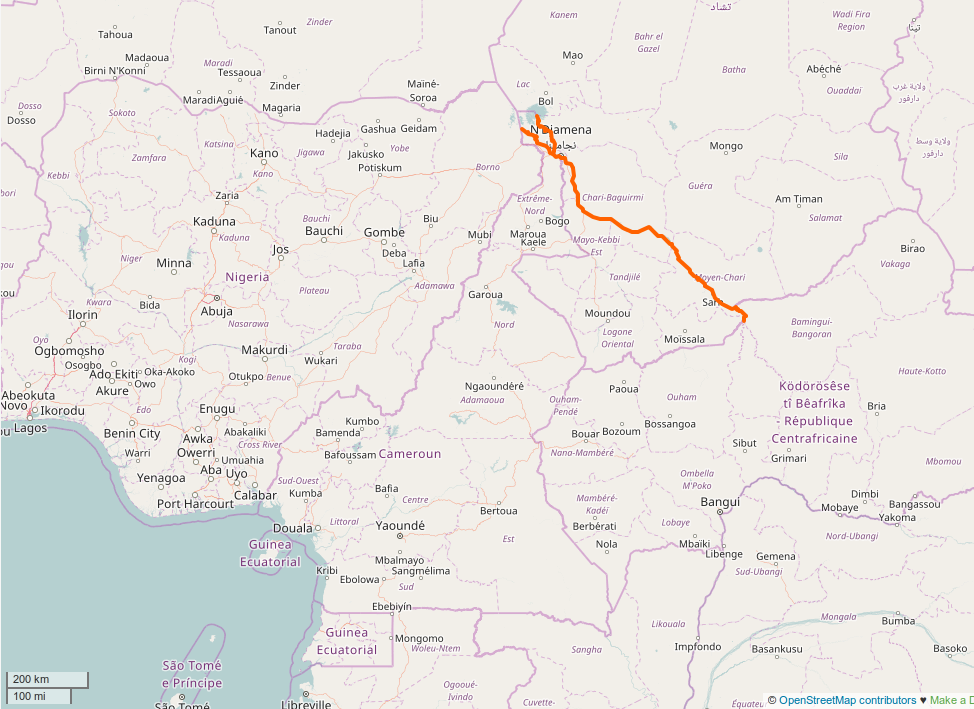

Le Chari prend sa source en République centrafricaine, anciennement Oubangui-Chari. Il naît de la confluence de deux rivières assez bien alimentées en toutes saisons, le Bamingui venu du sud-est et cours supérieur du Chari, qui reçoit les eaux du Gribingui venu du sud. Le Bamingui forme alors pendant une cinquantaine de kilomètres la frontière entre la Centrafricaine et le Tchad. Dans ce secteur, il reçoit en rive droite le Bangoran, lui aussi cours d'eau centrafricain. Dès ce moment, il porte le nom de « Chari ». Puis juste avant de s'engager en territoire exclusivement tchadien, il reçoit, en rive droite également, la longue rivière appelée Bahr Aouk, qui née loin à l'est, à proximité de la frontière soudanaise, joue le rôle de frontière centrafrico-tchadienne sur presque tout son parcours.
Après avoir traversé la moitié sud du Tchad du sud-est vers le nord-ouest, et baigné sa capitale N'Djamena où reçoit l'apport du Logone, le Chari sert de frontière entre le Cameroun et le Tchad depuis la capitale tchadienne jusqu'à son embouchure dans le lac Tchad.
Le Chari représente 80 % des apports en eau du lac Tchad. La majorité des habitants du Tchad sont riverains du Chari ou de ses affluents.

Ensemble avec son affluent le Logone, il inonde les Yaérés, vaste plaine d'environ 6 000 km2 située à l'ouest du fleuve, au sud-ouest de N'Djamena.

## Les débits à Ndjamena

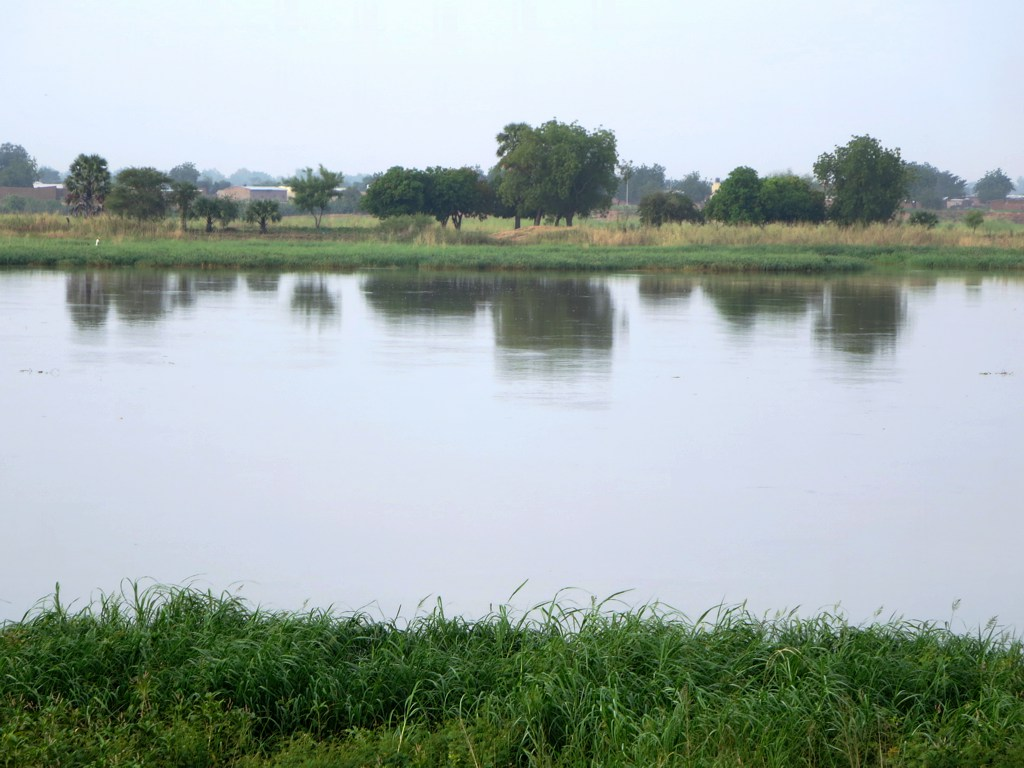
Vue du Chari

Le débit du fleuve a été observé pendant 58 ans (1933-1991) à N'Djamena, la capitale du Tchad située peu en amont du débouché du Chari dans le lac Tchad, donc en fin de parcours.
À N'Djamena, le débit annuel moyen ou module observé sur cette période était de 1 059 m3/s pour un bassin versant de plus ou moins 600 000 km2, soit la quasi-totalité de ce dernier.
La lame d'eau écoulée dans l'ensemble du bassin atteint ainsi le chiffre de 56 millimètres par an.
Le Chari est en fait un fleuve assez abondant, mais il est fort irrégulier et connait de longues périodes de maigres. Sur la période d'observation de 58 ans, le débit mensuel minimal a été de 8 m3/s (fleuve presque complètement à sec), tandis que le débit mensuel maximal s'élevait à 4 846 m3/s.

## Affluents

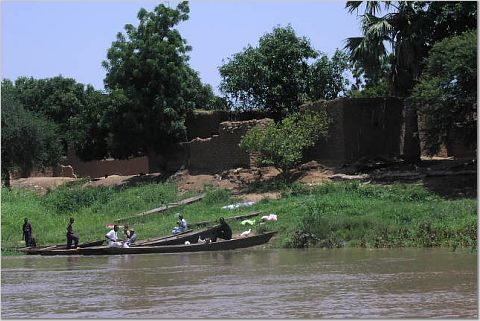
Autre vue du Chari

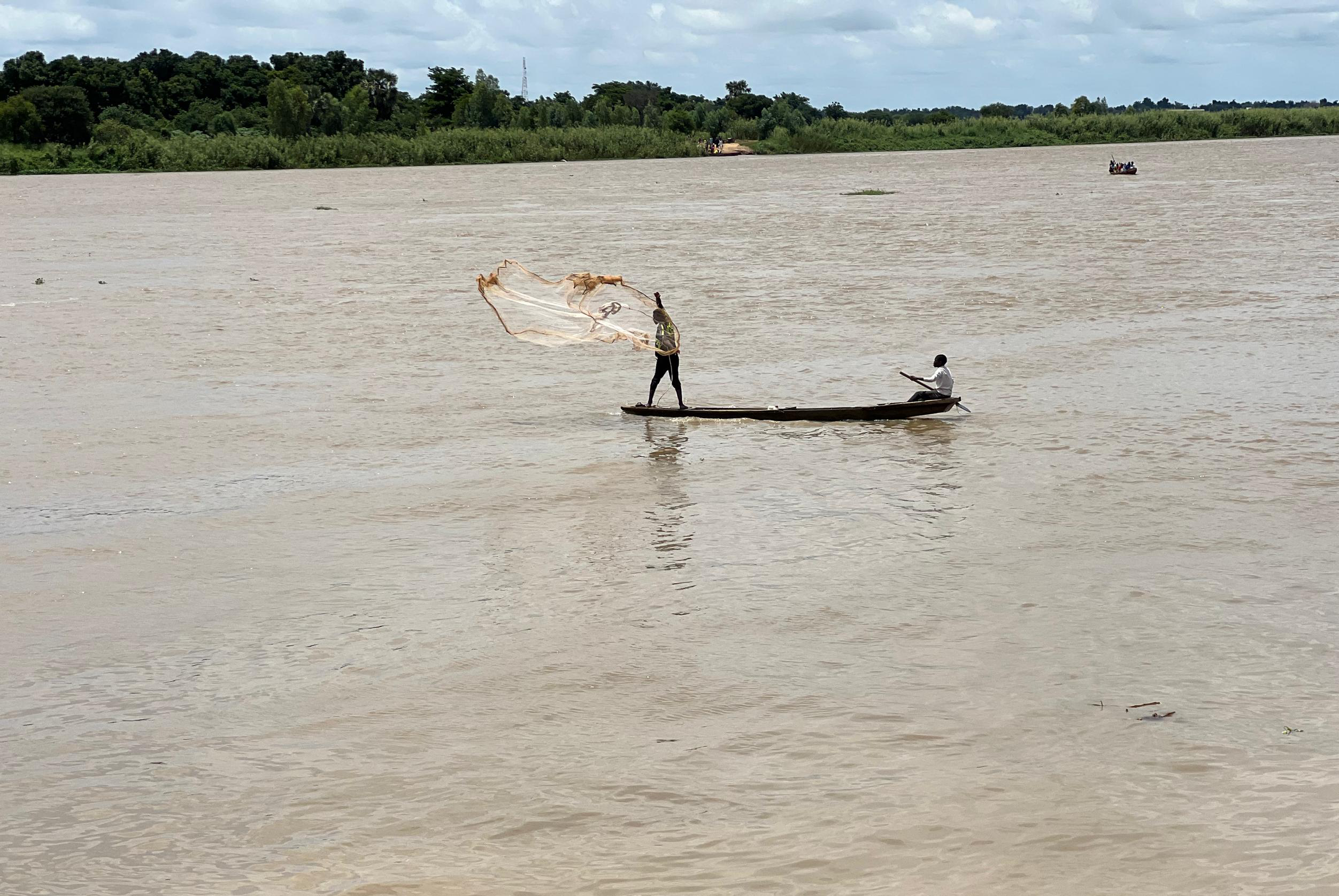
Pecheur sur le fleuve Chari

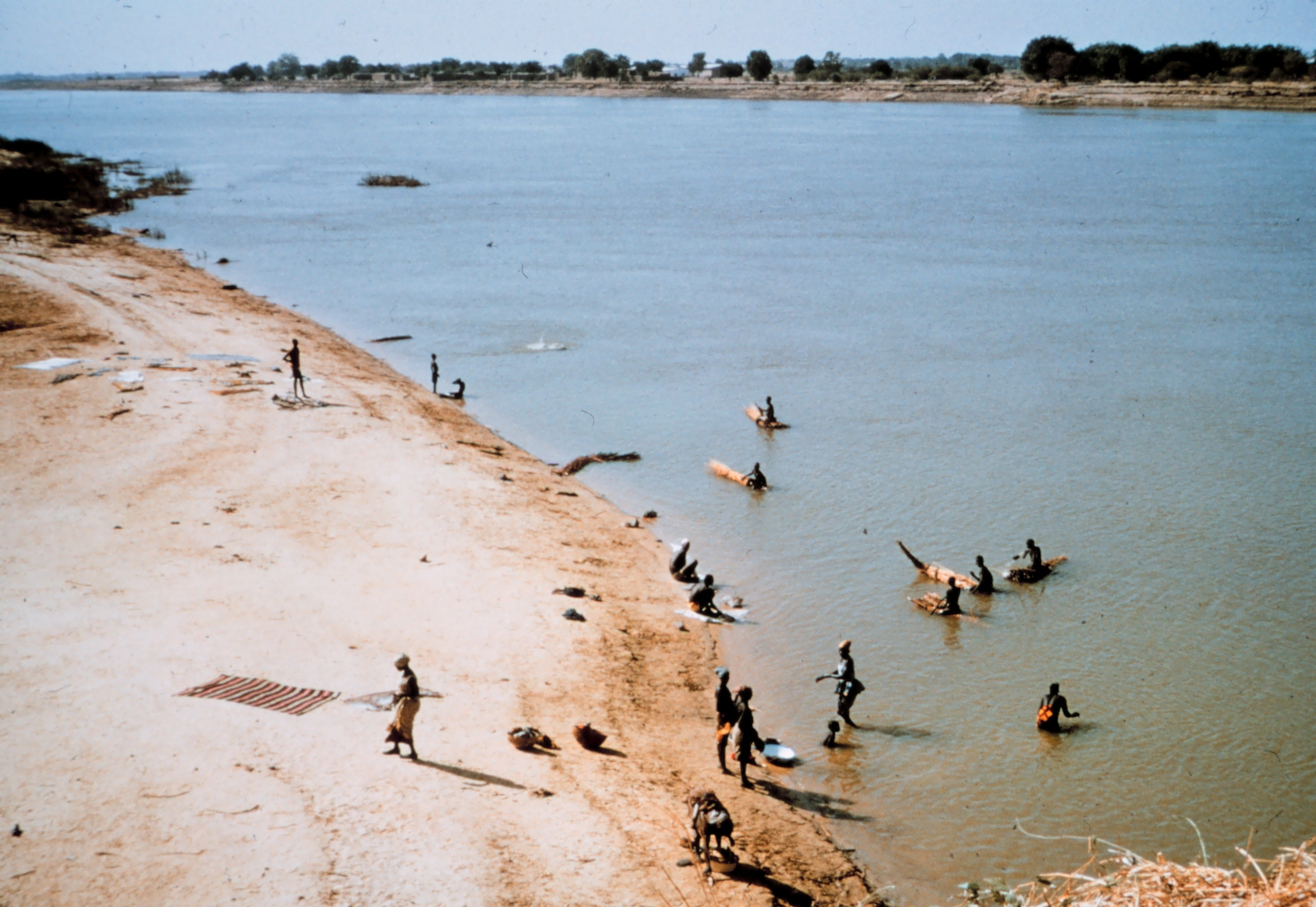
Plage sur une rive du Chari à N'Djamena

- le Bahr Sara (Ouham)
- le Bahr Aouk
- le Bahr Keïta
- le Bahr Salamat
- le Bamingui
- le Logone

## Défluents
- le Bahr Erguig
- le Bahr Gatamaro
- le Bahr Ligna
- le Batha du Lairi
- le Bahr Biher
- le Serbeouel
- le Taf-Taf
- l'Eredir

## Principales villes traversées
- Sarh
- Guelendeng
- N'Djamena
- Kousséri